# Campeonato colombiano 1988
El Campeonato colombiano 1988 fue la cuadragésimo primera (41°) edición de la Categoría Primera A del fútbol profesional colombiano, siendo el torneo de Primera División en la temporada 1988.
El campeón de este torneo fue Millonarios ganando su decimotercero título de primera división; convirtiéndose así en el máximo ganador de la categoría durante veinte años hasta ser alcanzado por el América de Cali en el año 2008. Este también sería el último título del club hasta su consagración en el año 2012.
Este torneo también será recordado por el reestreno del Sporting Club, tras dejar el fútbol profesional en la temporada 1954.

## Sistema de juego
El Torneo Apertura se disputó mediante 12 fechas, bajo el sistema de triangulares y pentagonales regionales, y el Finalización con 28 jornadas más, todas bajo el sistema de todos contra todos para completar 40 fechas en la primera vuelta. Posteriormente, los ocho mejores equipos clasificaron al cuadrangular final para disputar el título del año. El primero del octogonal final se coronaría campeón y junto al subcampeón clasificarán directamente para la fase de grupos de la Copa Libertadores 1989.
Según la reclasificación, los clubes recibían puntajes de bonificación distribuidos así: primer lugar 1 punto; segundo lugar 0,75; tercer lugar 0,50; cuarto lugar 0,25. Estos puntos fueron tomados en cuenta para la definición de las fases semifinal y final del torneo.

## Equipos participantes

### Datos de los clubes
- En esta temporada es readmitido por la Dimayor el Sporting Club.[3]

| Equipo                 | Ciudad       | Estadio                        |
| ---------------------- | ------------ | ------------------------------ |
| América de Cali        | Cali         | Olímpico Pascual Guerrero      |
| Atlético Bucaramanga   | Bucaramanga  | Alfonso López                  |
| Atlético Nacional      | Medellín     | Atanasio Girardot              |
| Cúcuta Deportivo       | Cúcuta       | General Santander              |
| Deportes Quindío       | Armenia      | San José                       |
| Deportes Tolima        | Ibagué       | Manuel Murillo Toro            |
| Deportivo Cali         | Cali         | Olímpico Pascual Guerrero      |
| Deportivo Pereira      | Pereira      | Hernán Ramírez Villegas        |
| Independiente Medellín | Medellín     | Atanasio Girardot              |
| Junior                 | Barranquilla | Metropolitano Roberto Meléndez |
| Millonarios            | Bogotá       | Nemesio Camacho El Campín      |
| Once Caldas            | Manizales    | Fernando Londoño Londoño       |
| Santa Fe               | Bogotá       | Nemesio Camacho El Campín      |
| Sporting               | Barranquilla | Metropolitano Roberto Meléndez |
| Unión Magdalena        | Santa Marta  | Eduardo Santos                 |

### Localización
| Antioquia          | 2 | Atlético Nacional e Independiente Medellín | Nacional DIM Millonarios Santa Fe Caldas Pereira Quindío América Cali Bucaramanga Cúcuta Tolima Unión Junior Sporting |
| Atlántico          | 2 | Junior y Sporting                          | Nacional DIM Millonarios Santa Fe Caldas Pereira Quindío América Cali Bucaramanga Cúcuta Tolima Unión Junior Sporting |
| Bogotá, D. C.      | 2 | Millonarios y Santa Fe                     | Nacional DIM Millonarios Santa Fe Caldas Pereira Quindío América Cali Bucaramanga Cúcuta Tolima Unión Junior Sporting |
| Valle del Cauca    | 2 | América de Cali y Deportivo Cali           | Nacional DIM Millonarios Santa Fe Caldas Pereira Quindío América Cali Bucaramanga Cúcuta Tolima Unión Junior Sporting |
| Caldas             | 1 | Once Caldas                                | Nacional DIM Millonarios Santa Fe Caldas Pereira Quindío América Cali Bucaramanga Cúcuta Tolima Unión Junior Sporting |
| Magdalena          | 1 | Unión Magdalena                            | Nacional DIM Millonarios Santa Fe Caldas Pereira Quindío América Cali Bucaramanga Cúcuta Tolima Unión Junior Sporting |
| Norte de Santander | 1 | Cúcuta Deportivo                           | Nacional DIM Millonarios Santa Fe Caldas Pereira Quindío América Cali Bucaramanga Cúcuta Tolima Unión Junior Sporting |
| Quindío            | 1 | Deportes Quindío                           | Nacional DIM Millonarios Santa Fe Caldas Pereira Quindío América Cali Bucaramanga Cúcuta Tolima Unión Junior Sporting |
| Risaralda          | 1 | Deportivo Pereira                          | Nacional DIM Millonarios Santa Fe Caldas Pereira Quindío América Cali Bucaramanga Cúcuta Tolima Unión Junior Sporting |
| Santander          | 1 | Atlético Bucaramanga                       | Nacional DIM Millonarios Santa Fe Caldas Pereira Quindío América Cali Bucaramanga Cúcuta Tolima Unión Junior Sporting |
| Tolima             | 1 | Deportes Tolima                            | Nacional DIM Millonarios Santa Fe Caldas Pereira Quindío América Cali Bucaramanga Cúcuta Tolima Unión Junior Sporting |

## Torneo Apertura

### Primera Ronda: Pentagonales

#### Resultados
| Grupo A |
| Grupo B |
| Grupo C |

| Millonarios           | 0 - 0 | Cúcuta   |
| Tolima                | 1 - 2 | Santafe  |
| Descansa: Bucaramanga |       |          |
| Cali                  | 1 - 1 | Caldas   |
| Pereira               | 4 - 1 | Quindío  |
| Descansa: América     |       |          |
| Junior                | 0 - 2 | Sporting |
| Nacional              | 2 - 1 | Medellín |
| Descansa: Magdalena   |       |          |

| Bucaramanga       | 1 - 0 | Millonarios |
| Cúcuta            | 1 - 1 | Tolima      |
| Descansa: Santafe |       |             |
| Quindío           | 2 - 2 | Cali        |
| América           | 0 - 1 | Pereira     |
| Descansa: Caldas  |       |             |
| Magdalena         | 2 - 0 | Medellín    |
| Sporting          | 0 - 2 | Nacional    |
| Descansa: Junior  |       |             |

| Santafe               | 0 - 0 | Cúcuta      |
| Tolima                | 1 - 1 | Bucaramanga |
| Descansa: Millonarios |       |             |
| Cali                  | 1 - 2 | América     |
| Caldas                | 0 - 0 | Quindío     |
| Descansa: Pereira     |       |             |
| Junior                | 0 - 0 | Magdalena   |
| Medellín              | 1 - 1 | Sporting    |
| Descansa: Nacional    |       |             |

| Millonarios        | 3 - 2 | Tolima    |
| Bucaramanga        | 2 - 0 | Santafe   |
| Descansa: Cúcuta   |       |           |
| América            | 2 - 1 | Caldas    |
| Pereira            | 1 - 0 | Cali      |
| Descansa: Quindío  |       |           |
| Nacional           | 3 - 0 | Junior    |
| Sporting           | 2 - 1 | Magdalena |
| Descansa: Medellín |       |           |

| Santafe            | 0 - 1 | Millonarios |
| Cúcuta             | 0 - 0 | Bucaramanga |
| Descansa: Tolima   |       |             |
| Caldas             | 2 - 0 | Pereira     |
| Quindío            | 0 - 0 | América     |
| Descansa: Cali     |       |             |
| Medellín           | 1 - 1 | Junior      |
| Magdalena          | 1 - 0 | Nacional    |
| Descansa: Sporting |       |             |

| Cúcuta                | 3 - 1 | Millonarios |
| Santafe               | 3 - 1 | Tolima      |
| Descansa: Bucaramanga |       |             |
| Caldas                | 0 - 1 | Cali        |
| Quindío               | 1 - 1 | Pereira     |
| Descansa: América     |       |             |
| Sporting              | 2 - 1 | Junior      |
| Medellín              | 1 - 2 | Nacional    |
| Descansa: Magdalena   |       |             |

| Millonarios       | 3 - 0 | Bucaramanga |
| Tolima            | 4 - 0 | Cúcuta      |
| Descansa: Santafe |       |             |
| Cali              | 1 - 0 | Quindío     |
| Pereira           | 0 - 1 | América     |
| Descansa: Caldas  |       |             |
| Medellín          | 2 - 1 | Magdalena   |
| Nacional          | 1 - 0 | Sporting    |
| Descansa: Junior  |       |             |

| Cúcuta                | 2 - 0 | Santafe  |
| Bucaramanga           | 1 - 1 | Tolima   |
| Descansa: Millonarios |       |          |
| América               | 1 - 1 | Cali     |
| Quindío               | 2 - 1 | Caldas   |
| Descansa: Pereira     |       |          |
| Sporting              | 1 - 1 | Medellín |
| Magdalena             | 0 - 1 | Junior   |
| Descansa: Nacional    |       |          |

| Santafe            | 3 - 1 | Bucaramanga |
| Tolima             | 0 - 1 | Millonarios |
| Descansa: Cúcuta   |       |             |
| Cali               | 1 - 1 | Pereira     |
| Caldas             | 0 - 0 | América     |
| Descansa: Quindío  |       |             |
| Magdalena          | 0 - 0 | Sporting    |
| Junior             | 0 - 1 | Nacional    |
| Descansa: Medellín |       |             |

| Bucaramanga        | 1 - 2 | Cúcuta    |
| Millonarios        | 1 - 0 | Santafe   |
| Descansa: Tolima   |       |           |
| América            | 1 - 1 | Quindío   |
| Pereira            | 2 - 1 | Caldas    |
| Descansa: Cali     |       |           |
| Junior             | 2 - 0 | Medellín  |
| Nacional           | 2 - 0 | Magdalena |
| Descansa: Sporting |       |           |

#### Grupo A
| Pos | Equipo               | Pts | PJ | PG | PE | PP | GF | GC | DG  |
| --- | -------------------- | --- | -- | -- | -- | -- | -- | -- | --- |
| 1.  | Millonarios          | 11  | 8  | 5  | 1  | 2  | 10 | 6  | 4   |
| 2.  | Cúcuta Deportivo     | 10  | 8  | 3  | 4  | 1  | 8  | 7  | 1   |
| 3.  | Santa Fe             | 7   | 8  | 3  | 1  | 4  | 8  | 9  | -1  |
| 4.  | Atlético Bucaramanga | 7   | 8  | 2  | 3  | 3  | 7  | 10 | -3  |
| 5.  | Deportes Tolima      | 5   | 8  | 1  | 3  | 4  | 11 | 22 | -11 |

#### Grupo B
| Pos | Equipo            | Pts | PJ | PG | PE | PP | GF | GC | DG |
| --- | ----------------- | --- | -- | -- | -- | -- | -- | -- | -- |
| 1.  | Deportivo Pereira | 10  | 8  | 4  | 2  | 2  | 10 | 7  | 3  |
| 2.  | América de Cali   | 10  | 8  | 3  | 4  | 1  | 7  | 5  | 2  |
| 3.  | Deportivo Cali    | 8   | 8  | 2  | 4  | 2  | 8  | 8  | 0  |
| 4.  | Deportes Quindío  | 7   | 8  | 1  | 5  | 2  | 6  | 9  | -3 |
| 5.  | Once Caldas       | 5   | 8  | 1  | 3  | 4  | 5  | 7  | -2 |

#### Grupo C
| Pos | Equipo                 | Pts | PJ | PG | PE | PP | GF | GC | DG |
| --- | ---------------------- | --- | -- | -- | -- | -- | -- | -- | -- |
| 1.  | Atlético Nacional      | 14  | 8  | 7  | 0  | 1  | 13 | 3  | 10 |
| 2.  | Sporting               | 9   | 8  | 3  | 3  | 2  | 8  | 7  | 1  |
| 3.  | Unión Magdalena        | 6   | 8  | 2  | 2  | 4  | 5  | 7  | -2 |
| 4.  | Junior                 | 6   | 8  | 2  | 2  | 4  | 5  | 9  | -4 |
| 5.  | Independiente Medellín | 5   | 8  | 1  | 3  | 4  | 7  | 12 | -5 |

### Segunda Ronda: Triangulares

#### Resultados
| Grupo 1° Puesto |
| Grupo 2° Puesto |
| Grupo 3° Puesto |
| Grupo 4° Puesto |
| Grupo 5° Puesto |

| Nacional | 1 - 0 | Pereira     |
| Cúcuta   | 1 - 2 | América     |
| Cali     | 1 - 1 | Santafe     |
| Junior   | 0 - 1 | Bucaramanga |
| Caldas   | 2 - 3 | Tolima      |

| Millonarios | 0 - 0 | Nacional |
| Sporting    | 1 - 2 | Cúcuta   |
| Magdalena   | 2 - 3 | Cali     |
| Qundío      | 1 - 0 | Junior   |
| Medellín    | 2 - 1 | Caldas   |

| Pereira     | 0 - 0 | Millonarios |
| América     | 2 - 2 | Sporting    |
| Santafe     | 2 - 0 | Magdalena   |
| Bucaramanga | 0 - 2 | Qundío      |
| Tolima      | 2 - 1 | Medellín    |

| Millonarios | 0 - 0 | Pereira     |
| Sporting    | 1 - 2 | América     |
| Magdalena   | 1 - 0 | Santafe     |
| Qundío      | 2 - 1 | Bucaramanga |
| Medellín    | 0 - 0 | Tolima      |

| Nacional | 1 - 1 | Millonarios |
| Cúcuta   | 0 - 0 | Sporting    |
| Cali     | 3 - 0 | Magdalena   |
| Junior   | 2 - 1 | Quindío     |
| Caldas   | 1 - 1 | Medellín    |

| Pereira     | 1 - 1 | Nacional |
| América     | 1 - 0 | Cúcuta   |
| Santafe     | 3 - 2 | Cali     |
| Bucaramanga | 2 - 3 | Junior   |
| Tolima      | 3 - 1 | Caldas   |

#### Grupo 1° Puesto
| Pos | Equipo            | Pts | PJ | PG | PE | PP | GF | GC | DG |
| --- | ----------------- | --- | -- | -- | -- | -- | -- | -- | -- |
| 1.  | Atlético Nacional | 6   | 4  | 2  | 2  | 0  | 5  | 2  | 3  |
| 2.  | Millonarios       | 4   | 4  | 0  | 4  | 0  | 1  | 1  | 0  |
| 3.  | Deportivo Pereira | 2   | 4  | 0  | 2  | 2  | 1  | 4  | -3 |

#### Grupo 2° Puesto
| Pos | Equipo           | Pts | PJ | PG | PE | PP | GF | GC | DG |
| --- | ---------------- | --- | -- | -- | -- | -- | -- | -- | -- |
| 1.  | América de Cali  | 7   | 4  | 3  | 1  | 0  | 7  | 4  | 3  |
| 2.  | Cúcuta Deportivo | 3   | 4  | 1  | 1  | 2  | 3  | 4  | -1 |
| 3.  | Sporting         | 2   | 4  | 0  | 2  | 2  | 4  | 6  | -2 |

#### Grupo 3° Puesto
| Pos | Equipo          | Pts | PJ | PG | PE | PP | GF | GC | DG |
| --- | --------------- | --- | -- | -- | -- | -- | -- | -- | -- |
| 1.  | Deportivo Cali  | 5   | 4  | 2  | 1  | 1  | 9  | 6  | 3  |
| 2.  | Santa Fe        | 5   | 4  | 2  | 1  | 1  | 6  | 4  | 2  |
| 3.  | Unión Magdalena | 2   | 4  | 1  | 0  | 3  | 3  | 8  | -5 |

#### Grupo 4° Puesto
| Pos | Equipo               | Pts | PJ | PG | PE | PP | GF | GC | DG |
| --- | -------------------- | --- | -- | -- | -- | -- | -- | -- | -- |
| 1.  | Deportes Quindío     | 6   | 4  | 3  | 0  | 1  | 6  | 3  | 3  |
| 2.  | Junior               | 4   | 4  | 2  | 0  | 2  | 5  | 5  | 0  |
| 3.  | Atlético Bucaramanga | 2   | 4  | 1  | 0  | 3  | 4  | 7  | -3 |

#### Grupo 5° Puesto
| Pos | Equipo                 | Pts | PJ | PG | PE | PP | GF | GC | DG |
| --- | ---------------------- | --- | -- | -- | -- | -- | -- | -- | -- |
| 1.  | Deportes Tolima        | 7   | 4  | 3  | 1  | 0  | 8  | 4  | 4  |
| 2.  | Independiente Medellín | 4   | 4  | 1  | 2  | 1  | 4  | 4  | 0  |
| 3.  | Once Caldas            | 2   | 4  | 0  | 2  | 2  | 5  | 9  | -4 |

## Torneo Finalización

### Resultados
| Torneo Finalización 1988 | AME | BUC | CAL | CUC | JUN | MAG | DIM | MIL | NAL | ONC | PER | QUI | SFE | SPB | TOL |
| América de Cali          |     | :   | :   | :   | :   | :   | :   | :   | :   | :   | :   | :   | :   | :   | :   |
| Atlético Bucaramanga     | :   |     | :   | :   | :   | :   | :   | :   | :   | :   | :   | :   | :   | :   | :   |
| Deportivo Cali           | :   | :   |     | :   | :   | :   | :   | :   | :   | :   | :   | :   | :   | :   | :   |
| Cúcuta Deportivo         | :   | :   | :   |     | :   | :   | :   | :   | :   | :   | :   | :   | :   | :   | :   |
| Junior                   | :   | :   | :   | :   |     | :   | :   | :   | :   | :   | :   | :   | :   | :   | :   |
| Unión Magdalena          | :   | :   | :   | :   | :   |     | :   | :   | :   | :   | :   | :   | :   | :   | :   |
| Medellín                 | :   | :   | :   | :   | :   | :   |     | :   | :   | :   | :   | :   | :   | :   | :   |
| Millonarios              | :   | :   | :   | :   | :   | :   | :   |     | :   | :   | :   | :   | :   | :   | :   |
| Atlético Nacional        | :   | :   | :   | :   | :   | :   | :   | :   |     | :   | :   | :   | :   | :   | :   |
| Once Caldas              | :   | :   | :   | :   | :   | :   | :   | :   | :   |     | :   | :   | :   | :   | :   |
| Deportivo Pereira        | :   | :   | :   | :   | :   | :   | :   | :   | :   | :   |     | :   | :   | :   | :   |
| Deportes Quindío         | :   | :   | :   | :   | :   | :   | :   | :   | :   | :   | :   |     | :   | :   | :   |
| Santa Fe                 | :   | :   | :   | :   | :   | :   | :   | :   | :   | :   | :   | :   |     | :   | :   |
| Sporting Club            | :   | :   | :   | :   | :   | :   | :   | :   | :   | :   | :   | :   | :   |     | :   |
| Deportes Tolima          | :   | :   | :   | :   | :   | :   | :   | :   | :   | :   | :   | :   | :   | :   |     |

## Reclasificación
En la tabla de reclasificación se resumen todos los partidos jugados por los 15 equipos entre los meses de febrero y noviembre en los torneos Apertura y Finalización.
| Pos | Equipo                 | Pts | PJ | PG | PE | PP | GF | GC | Dif |
| --- | ---------------------- | --- | -- | -- | -- | -- | -- | -- | --- |
| 1.  | Atlético Nacional      | 59  | 40 | 25 | 9  | 6  | 69 | 25 | 44  |
| 2.  | Millonarios            | 57  | 40 | 24 | 9  | 7  | 60 | 28 | 32  |
| 3.  | Santa Fe               | 53  | 40 | 21 | 11 | 8  | 58 | 34 | 24  |
| 4.  | América de Cali        | 48  | 40 | 19 | 10 | 11 | 62 | 50 | 12  |
| 5.  | Junior                 | 43  | 40 | 16 | 11 | 13 | 56 | 42 | 14  |
| 6.  | Deportes Quindío       | 43  | 40 | 16 | 11 | 13 | 43 | 39 | 2   |
| 7.  | Deportivo Pereira      | 42  | 40 | 12 | 18 | 10 | 51 | 47 | 4   |
| 8.  | Cúcuta Deportivo       | 40  | 40 | 14 | 12 | 14 | 48 | 53 | -5  |
| 9.  | Independiente Medellín | 39  | 40 | 11 | 17 | 12 | 41 | 44 | -3  |
| 10. | Deportes Tolima        | 38  | 40 | 12 | 14 | 14 | 43 | 58 | -15 |
| 11. | Deportivo Cali         | 35  | 40 | 12 | 11 | 17 | 47 | 51 | -4  |
| 12. | Sporting               | 32  | 40 | 10 | 12 | 18 | 40 | 64 | -24 |
| 13. | Atlético Bucaramanga   | 29  | 40 | 8  | 13 | 19 | 36 | 54 | -18 |
| 14. | Once Caldas            | 21  | 40 | 4  | 14 | 22 | 36 | 64 | -28 |
| 15. | Unión Magdalena        | 20  | 40 | 5  | 10 | 25 | 24 | 59 | -35 |

 Pts=Puntos; PJ=Partidos jugados; PE=Partidos empatados; P=Partidos perdidos; GF=Goles a favor; GC=Goles en contra; DIF=Diferencia de gol
|  | Clasificado para el octogonal final. |
|  | Eliminado.                           |

## Octogonal final
| Pos | Equipo            | Bon  | Pts   | PJ | PG | PE | PP | GF | GC | Dif |
| --- | ----------------- | ---- | ----- | -- | -- | -- | -- | -- | -- | --- |
| 1.  | Millonarios       | 1,50 | 24,50 | 14 | 10 | 3  | 1  | 32 | 10 | 22  |
| 2.  | Atlético Nacional | 1,50 | 24,50 | 14 | 10 | 3  | 1  | 23 | 5  | 18  |
| 3.  | América de Cali   | 0,75 | 18,75 | 14 | 7  | 4  | 3  | 31 | 16 | 15  |
| 4.  | Santa Fe          | 0,75 | 17,75 | 14 | 7  | 3  | 4  | 23 | 12 | 11  |
| 5.  | Junior            | 0,25 | 14,25 | 14 | 4  | 6  | 4  | 15 | 15 | 0   |
| 6.  | Deportivo Pereira | 0    | 7     | 14 | 2  | 3  | 9  | 9  | 32 | -23 |
| 7.  | Deportes Quindío  | 0    | 6     | 14 | 1  | 4  | 9  | 7  | 33 | -26 |
| 8.  | Cúcuta Deportivo  | 0    | 4     | 14 | 1  | 2  | 11 | 7  | 24 | -17 |

### Resultados
| Octogonal Final 1988 | AME | CUC | JUN | MIL | NAL | PER | QUI | SFE |
| América de Cali      |     | 3:0 | 3:0 | 1:1 | 1:1 | 5:0 | 3:0 | 3:2 |
| Cúcuta Deportivo     | 1:3 |     | 0:1 | 0:1 | 0:1 | 2:3 | 1:1 | 0:1 |
| Junior               | 1:1 | 0:0 |     | 1:1 | 0:0 | 2:0 | 3:0 | 0:0 |
| Millonarios          | 2:1 | 5:0 | 3:2 |     | 1:0 | 1:1 | 6:0 | 2:1 |
| Atlético Nacional    | 1:0 | 1:0 | 2:0 | 3:1 |     | 2:1 | 2:0 | 2:0 |
| Deportivo Pereira    | 2:4 | 1:0 | 0:0 | 0:5 | 0:4 |     | 0:1 | 0:2 |
| Deportes Quindío     | 3:3 | 0:3 | 1:3 | 0:1 | 0:3 | 1:1 |     | 0:0 |
| Santa Fe             | 2:0 | 3:0 | 4:2 | 0:2 | 1:1 | 3:0 | 4:0 |     |

 Bon=Puntaje de bonificación; Pts=Puntos; PJ=Partidos jugados; G=Partidos ganados; E=Partidos empatados; P=Partidos perdidos; GF=Goles a favor; GC=Goles en contra; DIF=Diferencia de gol
|  | Campeón, clasificado para la Copa Libertadores 1989.    |
|  | Subcampeón, clasificado para la Copa Libertadores 1989. |

|                                  |
| Bandera de Colombia              |
| Campeón Millonarios 13.er título |

## Goleadores
| Jugador                | Equipo            | Goles |
| ---------------------- | ----------------- | ----- |
| Sergio Angulo          | Santa Fe          | 29    |
| Carlos Enrique Estrada | Millonarios       | 28    |
| John Jairo Tréllez     | Atlético Nacional | 20    |